# Itambé (kommun i Brasilien, Paraná)
Itambé är en kommun i Brasilien.   Den ligger i delstaten Paraná, i den södra delen av landet, 1 000 km söder om huvudstaden Brasília. Antalet invånare är 5 977.
Trakten runt Itambé består till största delen av jordbruksmark. Runt Itambé är det glesbefolkat, med 18 invånare per kvadratkilometer.